# Johannes Wirtz
Johannes Wirtz (* um 1660 in Cochem; † 25. Oktober 1729 in Heimbach, Neuwied) war der 53. Abt des Prämonstratenserklosters Rommersdorf.

## Leben
Johannes Wirtz war ein Neffe des Abtes Carl Wirtz und war vor seiner Abtwahl Prior im Prämonstratenserinnenkloster Mariaroth bei Waldesch, danach Provisor in der Abtei Rommersdorf. 1706 zum Abt gewählt, setzte er die von seinem Onkel begonnene Bautätigkeit fort, indem er Umbauten an der Kirche vornehmen ließ und den Konventtrakt von Handwerkern aus Tirol und Italien neu errichten ließ (Fertigstellung 1708). Auch einen Barockgarten nach französischem Vorbild ließ er 1711 anlegen und bis 1715 die äußere Mauer um den gesamten Klosterbereich mit den Mühlen, Gärten und Scheunen ziehen. Sein Wappen (und das des Konvents) mit der Jahreszahl 1708 ist in der Stuckdecke des Sommerrefektoriums der Abtei zu sehen. In den Jahren 1723 bis 1725 wurde der Freihof in Moselweiß (Rommersdorfer Hof) gegenüber dem Kirchengrundstück neu errichtet (heute im Besitz der Pfarrgemeinde); auch dort findet sich neben einer Eingangstür das Wappen des Abtes Wirtz.
1712 begann Abt Johannes einen Prozess gegen die Grafen von Wied wegen der Höfe Aach und Mölsbach, die dem Kloster für 5000 Taler verpfändet worden waren; 1717 klagte das Kloster auf Rückzahlung der Pfandsumme.

## Werke
- Status Causae Und Actenmäßige Facti Species Pro Clementissima Manutenentia Privilegii Iuris Retractus a Sacra Caesarea Maiestate Immediatae Imperii Nobilitati Rhenanae & Wetteravicae concessi: In Sachen Von Breitbach und von Eltz contra Closter Siegberg, Closter Rommersdorff und von Kaysersfeld appellationis. Mit Beylagen num. 1. biß 30. inclusive, auch denselben vorgesetzten Summariis, und angehengtem Indice. o. O. 1714 (Digitalisat)